# Chiesa di San Giuseppe alla Pagana
La chiesa di San Giuseppe alla Cascina Pagana è un luogo di culto cattolico di rito ambrosiano edificato a Rescaldina, nella frazione di Rescalda.
(Card. Giovanni Colombo)

## Storia

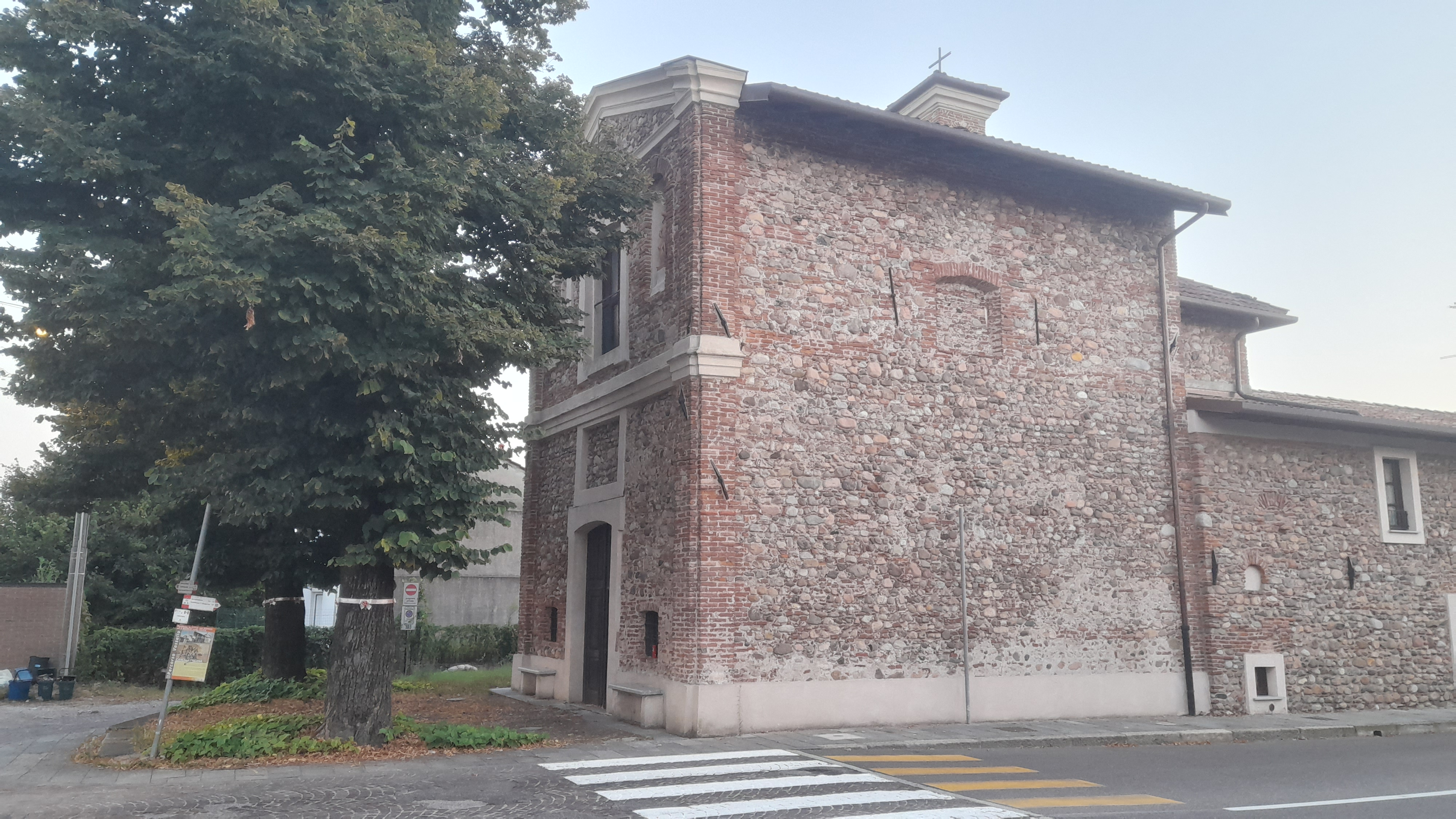

La chiesetta venne edificata tra il 1713 e il 1715, quando il parroco Gornato, morendo lasciò i suoi beni alle famiglie Guzzetti e Raimondi affinché edificassero una chiesetta in onore di San Giuseppe, che secondo la tradizione, protette il comune di Rescalda dalla peste. Si crede che la chiesa sia nata grazie ad un ampliamento di una già esistente, risalente al XVI secolo. A testimoniare il fatto è la torre campanaria, appartenuta ad una costruzione precedente. La chiesetta venne inizialmente utilizzata probabilmente come monastero di un ordine religioso, sulla strada che collegava Rescaldina e Nizzolina. o si pensa, con lo scopo di avvisare i contadini dell'arrivo di forti grandinate.

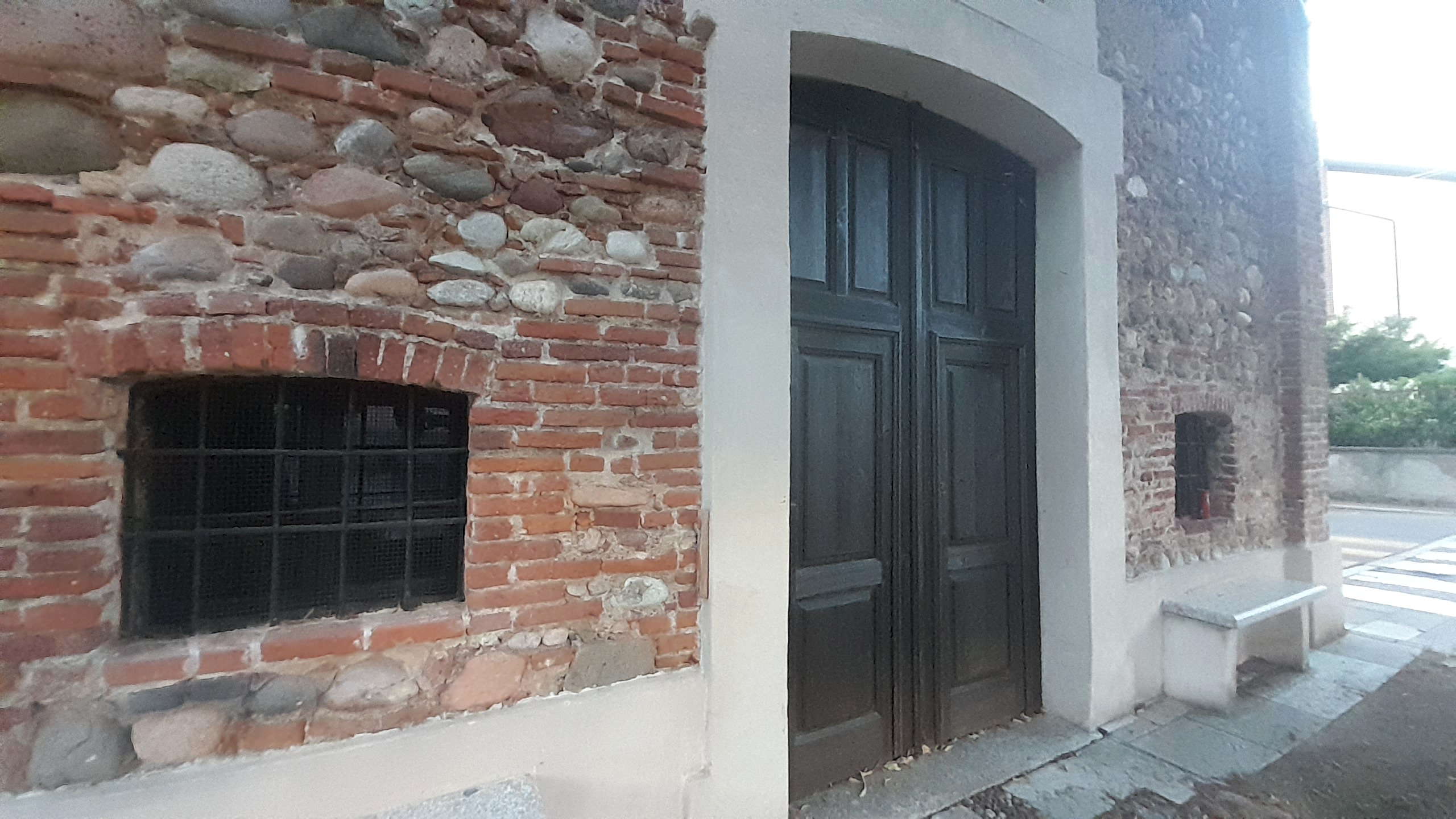

Nel 2010 è stata candidata per il concorso "i luoghi del cuore" del FAI. Molte sono state le firme raccolte anche dai cittadini Castellanza, Marnate, Gorla Minore e Gorla Maggiore, che hanno permesso alla chiesetta di classificarsi al primo posto della provincia di Milano e al terzo in Lombardia. Nel 2024, occupa il 590º posto della classifica.
Nel marzo 2019, grazie ai fondi ottenuti attraverso il progetto Integration Machine, è stata sottoposta a restauro, per renderla nuovamente agibile al pubblico. I lavori si sono conclusi nel febbraio 2022.

## Architettura

### Interno

#### Architettura

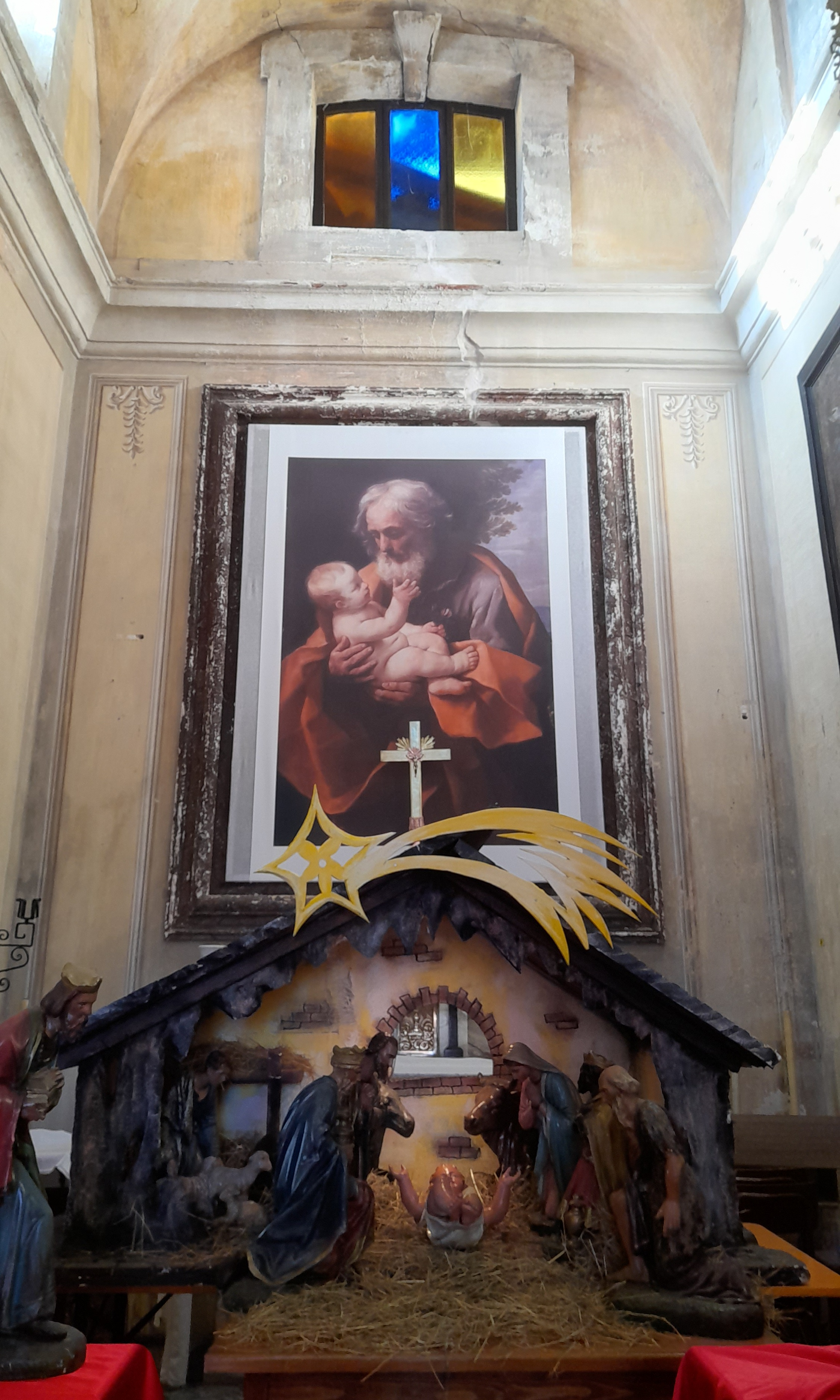
Interno della chiesetta

L'interno della chiesa è costituito da un'unica navata, coperta da una volta a crociera decorata sulle pareti perimetrali da semipilastri di ordine dorico. La luce penetra all'interno da due finestre tipiche barocche, posizionate sulle pareti laterali.
Il presbitero, risulta sopraelevato di un grandino rispetto alla navata, che si estende fino all'altare.
Il pavimento è costituito da lastre in calce e sabbia, mentre i soffitti sono stati realizzati in cemento.
Le colonne in mattoni alla sommità della cappella, pende una campana per i sacri uffici.

#### Tele ed affreschi
Sopra l'altare è presente una tela raffigurante la Sacra famiglia di origine settecentesca. Nel dipinto è raffigurato al centro San Giuseppe, con alle spalle un angelo quasi nascosto. Si vede la madonna che sorregge il bambino Gesù. In altro si vedono due angeli che tengono una piccolo crocifisso. 
In un'altra tela, San Giuseppe è disteso sul letto di morte e assistito da Gesù e la madonna, mentre viene rassicurato da Gesù che sara accolto nel paradiso dove lo aspetta dio padre.
Posto dietro le colonne d'ingresso era presente un crocifisso, scolipo e opera del rescaldese Giuseppe Guzzetti, mentre sulle pareti laterali è presente una sequenza di quadri raffiguranti i momenti della via crucis di Gesù.
Nel complesso della cascina, è presente un affresco attribuito agli allievi di Bernardo Luini.

### Esterno

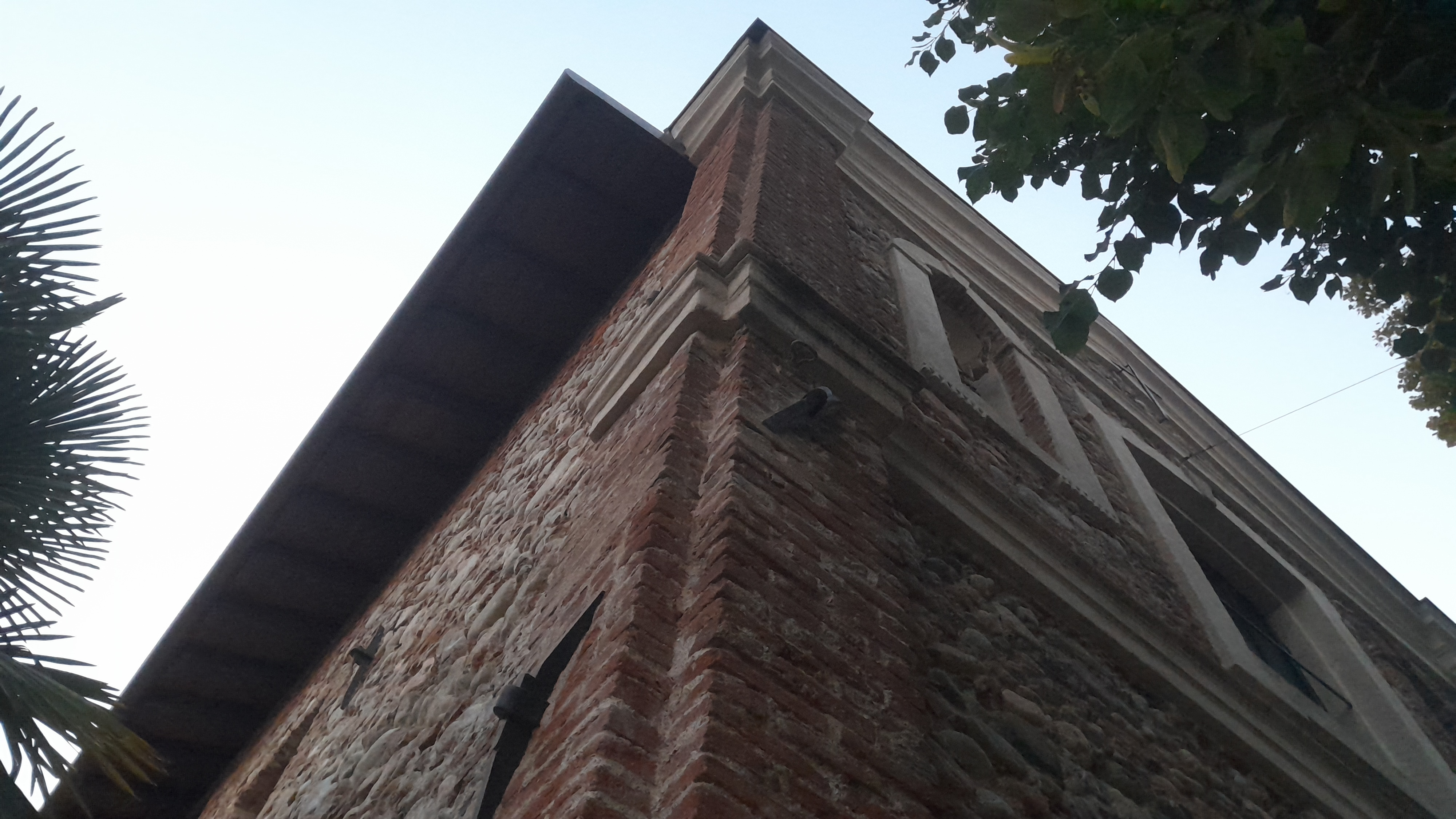

Dall'esterno, la chiesa si sviluppa a capanna. Inferiormente è posto il portale d'ingresso, affiancato da due finestre di piccola dimensione, protette da sbarre. Sopra il portale, è presente uno spazio vuoto, progettato per contenere un affresco, tuttavia mai realizzato. Sopra questo spazio, è presente una terza finestra.
Mentre la torre campanaria, si trova all'angolo tra il presbitero e la parete meridionale.

## Eventi
A Rescaldina, nel giorno di Pasqua, si svolge una processione, che parte dal ritrovo alla chiesetta e si conclude con l'arrivo alla chiesa di Santa Maria Assunta e la Santa Messa. All'arrivo alla parrocchia di Rescalda vengono consegnati i tradizionali rami di ulivo.
Nel mese di marzo viene celebrata la festa di san Giuseppe, con i tradizionali mercatini, bancarelle e la cena all'aperto. Il ricavato della festa è completamente devoluto per il restauro degli affreschi e delle tele settecentesche presenti nella chiesa.

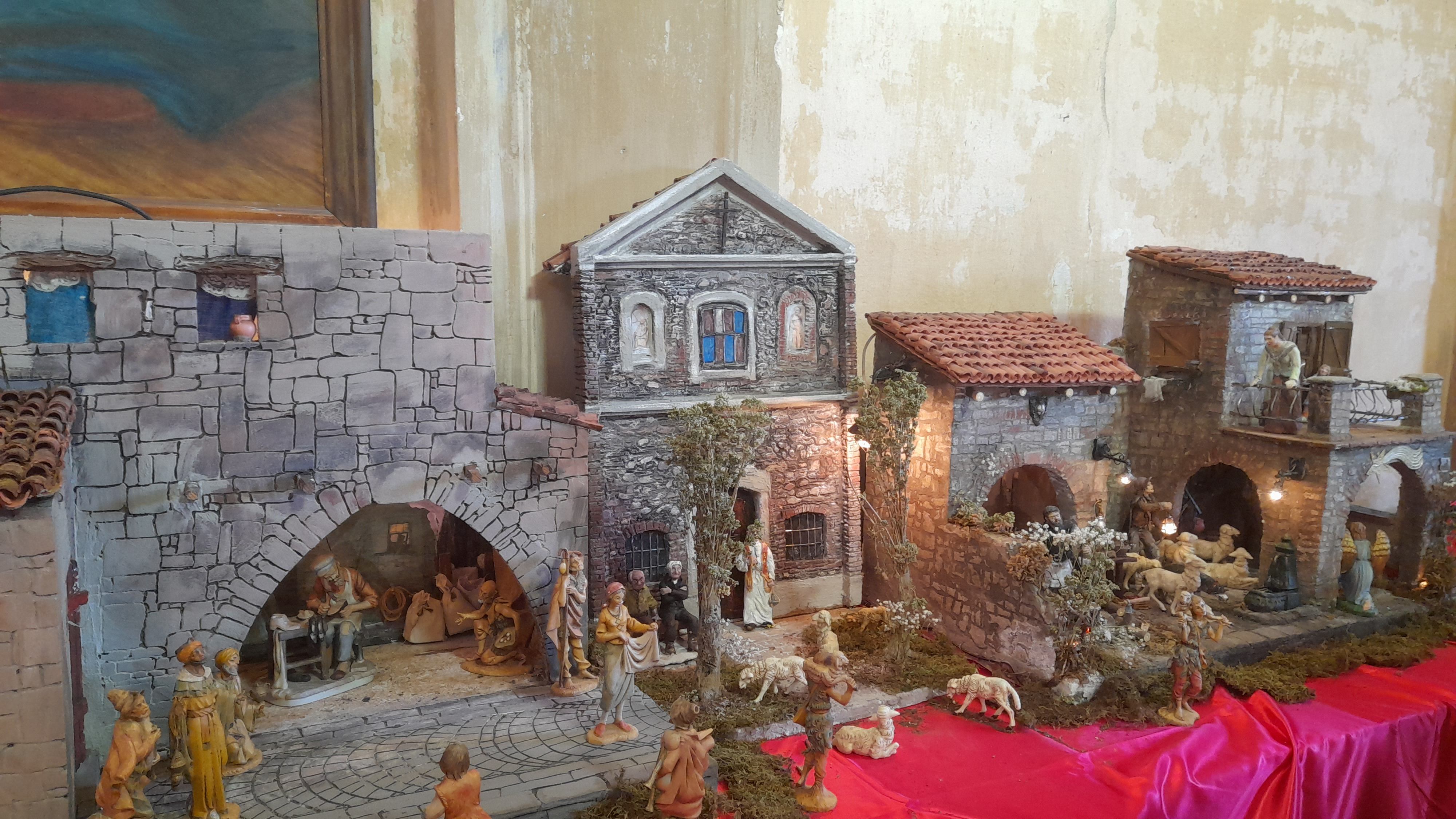
Uno dei presepi esposti a Natale 2023

Nel periodo natalizio, la chiesetta resta aperta in occasione della tradizionale mostra dei presepi.